# Friches humides de Torremilla
Friches humides de Torremilla este o arie protejată (sit de importanță comunitară — SCI) din Franța întinsă pe o suprafață de 28,5 ha, integral pe uscat.

## Localizare
Centrul sitului Friches humides de Torremilla este situat la coordonatele 42°43′48″N 2°51′21″E / 42.73°N 2.85583°E.

## Înființare
Situl Friches humides de Torremilla a fost declarat arie specială de conservare în baza directivei 92/43 din 1992 referitoare la conservarea habitatelor naturale și a faunei și florei sălbatice pentru a proteja 1 specie de plante.

## Biodiversitate
Situată în ecoregiunea mediteraneană, aria protejată conține 1 habitat natural: Iazuri temporare mediteraneene.
La baza desemnării sitului se află o specie protejată de  plante: Marsilea strigosa.
Pe lângă speciile protejate, pe teritoriul sitului au mai fost identificate 8 specii de plante.